# Fritz Manteuffel
Julius Karl Fritz Manteuffel (* 11. Januar 1875 in Berlin; † 21. April 1941 ebenda) war ein deutscher Gerätturner, der für Deutschland bei den Olympischen Sommerspielen 1896 als Turner in den Disziplinen Barren, Reck, Pferdsprung und Seitpferd startete. Seine genauen Ergebnisse sind nicht bekannt, er erreichte in den Einzelwettbewerben jedoch keine Medaille. Zusammen mit den anderen deutschen Turnern erreichte er zwei Goldmedaillen in den Disziplinen Barren-Mannschaft und Reck-Mannschaft. Bei den Olympischen Sommerspielen 1900 trat er erneut zum Turnen an, diesmal gab es nur den Turnmehrkampf, bei dem er insgesamt 223 Punkte erreichte und somit auf dem 72. Platz von 135 Teilnehmern landete. Er war außerdem der sechstbeste Deutsche im Turnmehrkampf.